# El-Olympi Club Alexandria
L'El-Olympi Club Alexandria (àrab: النادي الأوليمبي المصري, an-Nādī al-Ūlīmbī al-Miṣrī, ‘Club Olímpic Egipci’) és un club egipci de futbol de la ciutat d'Alexandria. El seu nom significa Olímpic.
És un dels clubs més antics d'Egipte, fundat el 1906 a Alexandria.

## Palmarès
- Lliga egípcia de futbol: [1]
  - 1966

- Copa egípcia de futbol: [2]
  - 1933, 1934

## Jugadors destacats
- Islam Shoukry